# Squalidus multimaculatus
Squalidus multimaculatus és una espècie de peix cipriniforme de la família dels ciprínids que es troba a Corea del Sud.